# Општина Жегалија (Калараш)
Жегалија (рум. Jegălia) општина је у Румунији у округу Калараш.
Oпштина се налази на надморској висини од 17 m.